# Lenguas yoruboides
Las lenguas yoruboides constituyen un grupo de lenguas Volta-Congo formado por el igala, una lengua hablada en Nigeria central y el grupo de lenguas Edekiri, que incluye diversas lenguas habladas en Togo, Benín y el suroeste de Nigeria. El término yoruboide deriva de la lengua más hablada del grupo el yoruba que tiene más de 20 millones de hablantes. Otra lengua demográficamente importante el itsekiri (Nigeria, de 600 a 800 hablantes). El grupo yoruboide pertenece a la agrupación Yoruboide-Igboide-Edoide.

## Descripción lingüística
El igala (hablado por 1,8 millones de personas) es importante en la reconstrucción del proto-yoruboide al formar una rama independiente escindida del resto de lenguas yoruboides habladas más al oeste, y separado de estas lenguas por las lenguas edoides e idioma ebira. Sin embargo, el igala está estrechamente emparentado tanto con el yoruba como con las lenguas itsekiri. Los itsekiri son pueblos ribereños que viven en el delta del Níger en Nigeria. Mantienen una identidad étnica separada del resto de pueblos yoruboides.
Todas las lenguas yoruboides son tonales, la mayoría de ellas posee tres tonos de nivel. Gramaticalmente son lenguas aislantes con orden básico SOV.

### Comparación léxica
Los numerales para diferentes lenguas yoruboides son:
| GLOSA | Edekiri | Edekiri | Edekiri | Edekiri | Edekiri | Igala | PROTO- YORUBOIDE |
| GLOSA | Cabe    | Ica     | Idaca   | Ifè     | Yorùbá  | Igala | PROTO- YORUBOIDE |
| ----- | ------- | ------- | ------- | ------- | ------- | ----- | ---------------- |
| '1'   | ɔ̀kɛ̃     | ɔkɔ̃     | òbú     | ɔ̀kɔ̃̀     | óːkã    | íɲɛ́   | *o-kp͡ã *ínḭ́      |
| '2'   | mɛ̃́ʤì    | eɟi     | méʤi    | mêːdzì  | éːɟì    | èʤì   | *è-ɟì            |
| '3'   | mɛ̃́ta    | ɛta     | mɛ́ta    | mɛ́ːta   | ɛ́ːta    | ɛ̀tā   | *à-ta            |
| '4'   | mɛ̃́hɛ̃    | ɛ̃ɛ̃      | mírĩ    | mɛ́ːrɛ̃   | ɛ́ːrĩ    | ɛ̀lɛ̀   | *ɛ̀-lı̃            |
| '5'   | mɛ́hú    | ɛwu     | mɛrú    | mɛ́ːrú   | áːrũ    | ɛ̀lú   | *à-rʊ̃ã́ < *ɛ̀-lṵ́   |
| '6'   | mɛ̃́fà    | ɛfa     | mɛ́fà    | mɛ́ːfà   | ɛ́ːfà    | ɛ̀fɛ̀   | *ɛ̀-fà            |
| '7'   | méʤe    | ɛɟɛ     | méʤe    | méːʣe   | ɛ́ːɟe    | èbyiē | *è-bye           |
| '8'   | mɛ̃́ʤɔ    | ɛɟɔ     | mɛ́ʤɔ    | mɛ́ːʣɔ   | ɛ́ːɟɔ    | ɛ̀ʤɔ   | *ɛ́-ɟɔ            |
| '9'   | mɛ̃́sɛ̃́    | ɛsɔ̃     | mɛ́sã    | mɛsã́    | ɛ́ːsã̀    | ɛ̀lá   | *ɛ̀-sɔ̰́            |
| '10'  | mɛ̃́wá    | ɛya     | maː     | máː     | ɛ́ːwǎː   | ɛ̀ɡwá  | *ɛ̀-gwá           |